# Persone di nome Carlo/Cardinali
| Questa pagina contiene informazioni ricavate automaticamente dalle voci biografiche con l'ausilio del template Bio e di un bot. L'aggiornamento è periodico e automatico e ricostruisce completamente la pagina. Se manca una persona in questa lista, sei pregato di non aggiungerla, ma accertati piuttosto che la sua voce biografica contenga il template Bio e che i dati anagrafici siano correttamente compilati. Se il template Bio manca, inseriscilo tu stesso o, in alternativa, metti l'avviso {{tmp\|Bio}} che ne segnala la mancanza. Se i dati riportati sono sbagliati, correggi direttamente la voce biografica; le modifiche saranno visibili in questa lista entro pochi giorni. Per chiarimenti vedi il progetto antroponimi. La lista contiene solo le 64 persone che sono citate nell'enciclopedia e per le quali è stato implementato correttamente il template Bio. Pagina aggiornata al 6 mag 2025. |

Questa è una lista di persone presenti nell'enciclopedia che hanno il nome Carlo e sono cardinali.

## B(7)
- Carlo Barberini, cardinale italiano (Roma, n. 1630 - Roma, † 1704)
- Carlo Bellisomi, cardinale e arcivescovo cattolico italiano (Pavia, n. 1736 - Cesena, † 1808)
- Carlo Bichi, cardinale italiano (Siena, n. 1638 - Roma, † 1718)
- Carlo Bonelli, cardinale e arcivescovo cattolico italiano (Roma, n. 1612 - Roma, † 1676)
- Carlo II di Borbone, cardinale e arcivescovo cattolico francese (Château de Moulins, n. 1433 - Lione, † 1488)
- Carlo di Borbone-Vendôme, cardinale e arcivescovo cattolico francese (La Ferté-sous-Jouarre, n. 1523 - Fontenay-le-Comte, † 1590)
- Carlo Borromeo, cardinale e arcivescovo cattolico italiano (Arona, n. 1538 - Milano, † 1584)

## C(16)
- Carlo Caffarra, cardinale e arcivescovo cattolico italiano (Samboseto, n. 1938 - Bologna, † 2017)
- Carlo Leopoldo Calcagnini, cardinale italiano (Ravenna, n. 1679 - Roma, † 1746)
- Carlo Carafa della Spina, cardinale italiano (Roma, n. 1611 - Roma, † 1680)
- Carlo Carafa, cardinale e militare italiano (Napoli, n. 1517 - Roma, † 1561)
- Carlo II di Borbone-Vendôme, cardinale e arcivescovo cattolico francese (Gandelu, n. 1562 - Abbazia di Saint-Germain-des-Prés, † 1594)
- Carlo Francesco Maria Caselli, cardinale e arcivescovo cattolico italiano (Alessandria, n. 1740 - Parma, † 1828)
- Carlo Cerri, cardinale e vescovo cattolico italiano (Roma, n. 1610 - Roma, † 1690)
- Carlo Chiarlo, cardinale e arcivescovo cattolico italiano (Pontremoli, n. 1881 - Lucca, † 1964)
- Carlo Ciceri, cardinale e vescovo cattolico italiano (Como, n. 1618 - Como, † 1694)
- Carlo Collicola, cardinale italiano (Spoleto, n. 1682 - Roma, † 1730)
- Carlo Colonna, cardinale italiano (Roma, n. 1665 - Roma, † 1739)
- Carlo Confalonieri, cardinale e arcivescovo cattolico italiano (Seveso, n. 1893 - Roma, † 1986)
- Carlo Conti, cardinale e vescovo cattolico italiano (Roma, n. 1556 - Roma, † 1615)
- Carlo Cremonesi, cardinale e arcivescovo cattolico italiano (Roma, n. 1866 - Città del Vaticano, † 1943)
- Carlo Cristofori, cardinale italiano (Viterbo, n. 1813 - Roma, † 1891)
- Carlo Crivelli, cardinale e arcivescovo cattolico italiano (Milano, n. 1736 - Milano, † 1818)

## D(3)
- Carlo Francesco Durini, cardinale italiano (Milano, n. 1693 - Milano, † 1769)
- Carlo Domenico del Carretto, cardinale e arcivescovo cattolico italiano (Finale Ligure, n. 1454 - Roma, † 1514)
- Carlo Vittorio Amedeo Ignazio delle Lanze, cardinale e arcivescovo cattolico italiano (Torino, n. 1712 - Abbazia di San Benigno, † 1784)

## F(4)
- Carlo Agostino Fabroni, cardinale italiano (Pistoia, n. 1651 - Roma, † 1727)
- Carlo Vincenzo Maria Ferrero Thaon, cardinale e vescovo cattolico italiano (Nizza, n. 1682 - Vercelli, † 1742)
- Carlo Giuseppe Filippa della Martiniana, cardinale e vescovo cattolico italiano (Torino, n. 1724 - Vercelli, † 1802)
- Carlo Furno, cardinale e arcivescovo cattolico italiano (Bairo, n. 1921 - Roma, † 2015)

## G(4)
- Carlo Grano, cardinale italiano (Roma, n. 1887 - Roma, † 1976)
- Carlo Grassi, cardinale e vescovo cattolico italiano (Bologna, n. 1519 - Roma, † 1571)
- Carlo Gualterio, cardinale e arcivescovo cattolico italiano (Orvieto, n. 1613 - Roma, † 1673)
- Carlo Alberto Guidobono Cavalchini, cardinale e arcivescovo cattolico italiano (Tortona, n. 1683 - Roma, † 1774)

## L(5)
- Carlo Laurenzi, cardinale e vescovo cattolico italiano (Perugia, n. 1821 - Roma, † 1893)
- Carlo Livizzani Forni, cardinale italiano (Modena, n. 1722 - Roma, † 1802)
- Carlo di Lorena, cardinale e arcivescovo cattolico francese (Joinville, n. 1524 - Avignone, † 1574)
- Carlo di Lorena, cardinale francese (Nancy, n. 1567 - Nancy, † 1607)
- Carlo II di Lorena-Vaudémont, cardinale e vescovo cattolico francese (Nomeny, n. 1561 - Parigi, † 1587)

## M(8)
- Carlo Gaudenzio Madruzzo, cardinale e vescovo cattolico italiano (Castello di Issogne, n. 1562 - Roma, † 1629)
- Carlo Tommaso Maillard de Tournon, cardinale e patriarca cattolico italiano (Torino, n. 1668 - Macao, † 1710)
- Carlo Maria Marini, cardinale italiano (Genova, n. 1667 - Genova, † 1747)
- Carlo Maria Martini, cardinale, arcivescovo cattolico e teologo italiano (Torino, n. 1927 - Gallarate, † 2012)
- Carlo Massimo, cardinale, politico e numismatico italiano (Roma, n. 1620 - Roma, † 1677)
- Carlo di Ferdinando de' Medici, cardinale e vescovo italiano (Firenze, n. 1595 - Montughi, † 1666)
- Carlo Dalmazio Minoretti, cardinale e arcivescovo cattolico italiano (Cogliate San Dalmazio, n. 1861 - Genova, † 1938)
- Carlo Luigi Morichini, cardinale e arcivescovo cattolico italiano (Roma, n. 1805 - Roma, † 1879)

## N(1)
- Carlo Nocella, cardinale italiano (Roma, n. 1826 - Roma, † 1908)

## O(2)
- Carlo Odescalchi, cardinale e arcivescovo cattolico italiano (Roma, n. 1785 - Modena, † 1841)
- Carlo Oppizzoni, cardinale e arcivescovo cattolico italiano (Milano, n. 1769 - Bologna, † 1855)

## P(5)
- Carlo Maria Pedicini, cardinale e vescovo cattolico italiano (Benevento, n. 1769 - Roma, † 1843)
- Carlo Andrea Pelagallo, cardinale e vescovo cattolico italiano (Roma, n. 1747 - Osimo, † 1822)
- Carlo Perosi, cardinale italiano (Tortona, n. 1868 - Roma, † 1930)
- Carlo Pio di Savoia iuniore, cardinale e vescovo cattolico italiano (Ferrara, n. 1622 - Roma, † 1689)
- Carlo Emmanuele Pio di Savoia, cardinale italiano (Ferrara, n. 1585 - Roma, † 1641)

## R(3)
- Carlo Rezzonico, cardinale italiano (Venezia, n. 1724 - Roma, † 1799)
- Carlo Roberti, cardinale e arcivescovo cattolico italiano (Roma, n. 1605 - Roma, † 1673)
- Carlo Rossetti, cardinale italiano (Ferrara, n. 1614 - Faenza, † 1681)

## S(4)
- Carlo Sacconi, cardinale e arcivescovo cattolico italiano (Montalto delle Marche, n. 1808 - Roma, † 1889)
- Carlo Maria Sacripante, cardinale e vescovo cattolico italiano (Roma, n. 1689 - Narni, † 1758)
- Carlo Salotti, cardinale e arcivescovo cattolico italiano (Grotte di Castro, n. 1870 - Roma, † 1947)
- Carlo Gaetano Stampa, cardinale e arcivescovo cattolico italiano (Milano, n. 1667 - Milano, † 1742)

## V(2)
- Carlo Visconti Borromeo, cardinale e vescovo cattolico italiano (Milano, n. 1523 - Roma, † 1565)
- Carlo Vizzardelli, cardinale italiano (Monte San Giovanni Campano, n. 1791 - Roma, † 1851)